# Марцинюк Андрій
Андрі́й Марциню́к (1862—1938) — український письменник та громадсько-політичний діяч.

## Життєпис
Народився 1862 року в селі Добромірка (сучасний Збаразький район Тернопільської області). Закінчив початкову школу, працював у Добромірці ковалем. На формування його національного світогляду й соціальних переконань вирішальний вплив справив священик Г. Боднар. Познайомився з Іваном Франком та Лесем Мартовичем, це сприяло зацікавленням та публікаціям у прогресивних видавництвах Галичини: «Громадський голос», «Літературно-науковий вістник», «Народ», «Радикал», «Хлібороб».
Писав вірші, новели та фейлетони на актуальні теми сільського життя.
Його авторству належать гумористичні оповідання, в яких зображував життя бідноти та засуджував сваволю сільських урядовців:
- «Хитрі пута» (1891)
- «Чому б бідним не дуріти» (1893)
- «Хлопські приятелі» (1896)
- «Голодишні пироги» (1913)
- «Запомога» (1913).

У публіцистичних статтях
- «Доля заступника громади»,
- «Крайні потреби наших людей»,
- «Причинки до пояснення еміграції»,
- «Про круте кретенько»,
- «Спільність межи простим народом і єго вороги», написаних протягом 1890—1906 років, виступав на захист селян, обстоював народну освіту та застерігав від еміграції.

Свого часу значного розголосу набрала його стаття «З щасливого Поділля» (часопис «Народ», 1892) — про причини масової еміграції населення Поділля й Покуття у Бессарабію — до Російської імперії. Цю роботу передрукували всі українські чимало слов'янських та німецькомовних часописів Австро-Угорщини.
Популярними у студентської і гімназійної молоді були його коротенькі оповідання-«образки» з народного життя. Збереглися свідчення Яцка Остапчука про вплив творів Марцинюка на студента Краківського університету (в майбутньому новеліста Василя Стефаника). Разом з Яцком Остапчуком та Сафатом Шмігером займав чільні позиції у культурно-освітній та організаційно-політичній роботі в Збаразькому повіті.
Безпосередньо брав участь в організації перших читалень товариства «Просвіта» та кооперативних крамничок, проводив передвиборчі віча — на підтримку народних кандидатів, зокрема Івана Франка, послів до австро-угорського парламенту і галицького сейму.
Листувався з Михайлом Грушевським, Володимиром Гнатюком, Михайлом Драгомановим, Іваном Франком.
Факти з публікацій Марцинюка Іван Франко використав у статтях «Еміграція галицьких селян» і «Голос селянина про еміграцію».